# منتجق هندي
المنتجق الهندي يطلق عليه اسم المنتجق الأحمر الجنوبي أو الأيل النباح، يعد المنتجق الهندي من بين أكثر الثدييات انتشارًا في جنوب وجنوب شرق آسيا، ولكنه أقل شهرة، يوجد 15 نوع من المنتجق الهندي.